# 기쿠가와역
기쿠가와역(일본어: 菊川駅 키쿠가와에키[*])은 일본 시즈오카현 기쿠가와시에 있는 도카이 여객철도의 철도역이다.

## 역 구조
2면 3선 구조의 지상역으로, 1번선이 단식 승강장이다. 2·3번선을 본선으로 사용한다.
역무원만 배치된 직영역으로, 가케가와역이 관리하고 있다.

### 승강장
| 1 | ■ 도카이도 본선 | 상행 | 시즈오카 · 누마즈 방면   | (시발 열차만 사용) |
| 1 | ■ 도카이도 본선 | 하행 | 하마마쓰 · 도요하시 방면 | (시발 열차만 사용) |
| 2 | ■ 도카이도 본선 | 하행 | 하마마쓰 · 도요하시 방면 |                    |
| 3 | ■ 도카이도 본선 | 상행 | 시즈오카 · 누마즈 방면   |                    |

## 역세권 정보
- 기쿠가와시청사

## 역사
- 1889년 4월 16일 - 관설철도 (뒷날의 일본국유철도) 도카이도 본선 시즈오카 역 ~ 하마마쓰 역 구간의 개통과 동시에 "호리노우치 역"으로 개업.
- 1956년 4월 10일 - 기쿠가와 역으로 이름이 바뀌었다.
- 1987년 4월 1일 - 민영화에 따라 도카이 여객철도의 소속이 되었다.
- 2008년 3월 1일 - TOICA의 사용이 개시되었다.

## 인접역
| 도카이 여객철도 도카이도 본선 | 도카이 여객철도 도카이도 본선 | 도카이 여객철도 도카이도 본선   |
| ----------------------------- | ----------------------------- | ------------------------------- |
| 가나야 시즈오카·아타미 방면   | ■ 도카이도 본선               | 가케가와 하마마쓰·도요하시 방면 |